# Eduard Son
Eduard Vasil'evič Son (in russo Эдуард Васильевич Сон?, angl. Eduard Vasilyevich Son; Karaganda, 18 febbraio 1964) è un ex calciatore kazako, di ruolo attaccante.

## Carriera
Attaccante, durante la sua carriera ha vestito le divise di Kairat Alma-Ata, Iskra Smolensk, Dnepr Dnepropetrovsk, Gazelec Ajaccio e Perpignan totalizzando oltre 200 partite nei campionati professionistici e più di 50 reti.
Dopo aver vinto la seconda divisione sovietica con il Kairat nel 1983, conquista i maggiori successi della sua carriera con il Dnepr nel biennio annata 1988-1989: vince campionato, Coppa, Supercoppa e Coppa della Federazione.
Vanta 4 presenze in Coppa UEFA e 5 incontri e 3 reti in UEFA Champions League.

## Palmarès

### Club

#### Competizioni nazionali
- Pervaja Liga: 1

Kairat: 1983
- Vysšaja Liga: 1

Dnepr: 1988
- Kubok SSSR: 1

Dnepr: 1988-1989
- Superkubok SSSR: 1

Dnepr: 1989
- Kubok Federacii SSSR: 1

Dnepr: 1989